# Salimata Lam
Salimata Lam (arabisch ساليماتا لام, DMG Sālīmātā Lām) ist eine mauretanische Menschenrechtsaktivistin. Sie kämpft gegen Sklaverei und ist nationale Koordinatorin der Nichtregierungsorganisation S.O.S. Esclaves.

## Leben
Lam ist Koordinatorin für S.O.S. Esclaves. Die Organisation wurde 1995 von dem mauretanischen Anwalt Boubacar Ould Messaoud gegründet um moderne Sklaverei zu bekämpfen. Lams Organisation kämpft auch gegen Zwangsheirat.
Bis August 2015 konnten Organisationen, die gegen Sklaverei kämpfen, inklusive S.O.S. Esclaves einen Erfolg verbuchen, als in Mauretanien Gesetze eingeführt wurden, welche Sklaverei unter Strafe stellen und mit Gefängnisstrafen zwischen zehn und zwanzig Jahren drohen und auch Zwangsehen kriminalisieren. In einem Interview mit Al Jazeera erklärte Lam 2015, dass trotz der Gesetze bisher „nur ein Sklavenhalter letztendlich für den Besitz von Sklaven verurteilt wurde“ („only one slaveholder has been conclusively prosecuted for owning slaves“). Seither konnten mit Unterstützung von S.O.S. Esclaves weitere Sklavenhalter erfolgreich verurteilt werden.
2017 wurde Lam für den New African Woman in Civil Society Award nominiert. Der Preis wurde jedoch an Theresa Kachindamoto aus Malawi vergeben.